# Somena irrorata
Somena irrorata är en fjärilsart som beskrevs av Moore 1883. Somena irrorata ingår i släktet Somena och familjen tofsspinnare. Inga underarter finns listade i Catalogue of Life.